# FCV 파룰 콘스탄차
FCV 파룰 콘스탄차(루마니아어: FCV Farul Constanța)는 루마니아의 축구 클럽으로, 콘스탄차를 연고지로 한다. 콘스탄차는 흑해 연안의 가장 큰 항구 도시로, 파룰은 루마니아어로 "등대"를 의미한다.
파룰 콘스탄차는 2016년 9월에 재정 문제로 파산을 선고 받아 2부 리그에서 퇴출되었고 3부 리그에서도 등록이 거부되었는데 서포터들은 파산 선고가 불가피해지자 파산 선고 한달 전부터 불과 몇 주 만에 구단의 전통을 이어갈 수 있는 유일한 목적을 가진 파룰 서포터즈 협회라는 새로운 단체를 조직했고 SSC 파룰 콘스탄차(Suporter Spirit Club Farul Constanța)를 창단하며 4부 리그에 등록하는데 성공했다. 2018년 여름에는 루마니아의 전 축구선수였던 치프리안 마리카가 기존의 파룰 콘스탄차 브랜드를 사들였고, 서포터즈와 갈등이 촉발되며 서로 간의 짧은 대화 후에 마리카는 FC 파룰 콘스탄차를 창단해 4부 리그에 등록했다. 이후에 서로 간의 합의로 마리카가 SSC 파룰 콘스탄차를 인수하며 4부 리그 팀은 2군 팀으로 유지하고 기존의 브랜드는 SSC 파룰 콘스탄차로 옮기게 되었다. 2021년 6월에는 FC 비토룰 콘스탄차를 창단해 운영중이었던 게오르게 하지와 마리카가 구단 합병을 발표하였다.

## 선수 명단

### 현역
참고: FIFA 자격 규정에 따라 소속된 국가대표팀 국기를 표시합니다. 선수는 복수의 FIFA 비회원국 국적을 가지고 있을 수 있습니다.
| 번호 | 포지션 | 국적 | 이름            |
| ---- | ------ | ---- | --------------- |
| 17   | DF     |      | 이오누츠 라리에 |

| 번호 | 포지션 | 국적 | 이름 |
| ---- | ------ | ---- | ---- |

## 역대 감독
| 감독          | 임기        |
| ------------- | ----------- |
| 이오안 안도네 | 1997 ~ 1998 |
| 게오르게 하지 | 2021 ~      |

틀:FCV 파룰 콘스탄차
틀:FCV 파룰 콘스탄차 감독